# Derek Hough
Pour les articles homonymes, voir Hough.
Derek Hough (né le 17 mai 1985 à Salt Lake City dans l'Utah) est un danseur, chorégraphe, acteur, chanteur et musicien américain. Il est surtout connu pour faire partie des danseurs de l'émission Dancing with the Stars entre septembre 2007 et décembre 2016. Grâce à sa participation dans Dancing with the Stars, il a d'ailleurs remporté l'Emmy Awards du meilleur chorégraphe lors de la 65e cérémonie des Emmy Awards qui a eu lieu à Los Angeles le 22 septembre 2013.

## Biographie
Derek a grandi à Sandy, une ville située dans le comté de Salt Lake. Il a quatre sœurs ; Katherine, Mara Beth, Sharee et Julianne. Ses grands-parents paternels, Colleen et Bob Hough, étaient des danseurs professionnels et ses grands-parents maternels étaient eux aussi danseurs. Ses parents, Marianne Nelson et Bruce Hough, s'étaient rencontrés lors d'un bal à l'université de l'Idaho. Il est le cousin de Ross Lynch.
Lorsque Derek avait 12 ans, ses parents l'ont envoyé à Londres afin d'étudier avec les chorégraphes, Shirley et Corky Ballas. Plusieurs mois plus tard, sa jeune sœur, Julianne, est allée le rejoindre. Alors qu'il ne devait rester à Londres pendant seulement un an, Derek décide de rester là-bas pendant dix ans, tandis que Julianne est restée pendant cinq ans. Shirley et Corky Ballas ont été ses tuteurs ainsi que ses chorégraphes ; il a donc grandi avec leur fils, Mark Ballas. Derek, Mark et Julianne ont monté un groupe baptisé 2B1G (2 Boys, 1 Girl) et ont participé ensemble à plusieurs concours de danse en Angleterre ainsi qu'aux États-Unis.

## Carrière

### La danse
Derek est allé à l'école Italia Conti Academy of Theatre Arts de Londres. Auparavant, il faisait partie de la compagnie de danse Chitty Chitty Bang Bang au London Palladium. Derek est un ancien champion de danse latine au IDSF World Youth Latin Champion (2002) avec Aneta Piotrowska, une danseuse polonaise. Il a ensuite remporté le prix de "Danseur de l'année" ainsi que le prix du "New York Dance Alliance Outstanding Dance". Il fait partie des panélistes de Bruno Tonioli dans l'émission DanceX, dont le premier épisode a été diffusé en juillet 2007. Grâce à Bruno Tonioli, Derek a rencontré Cheryl Cole et a joué dans son clip "Parachute".
Le 18 avril 2013, Derek a annoncé qu'il a travaillé avec les champions du monde de danse, Meryl Davis et Charlie White,. Sur cette expérience, Derek a déclaré : « J'ai commencé à travailler sur une routine très spéciale qui n'est pas pour Dancing with the Stars. Je suis actuellement en train de préparer une chorégraphie pour les champions du monde, Meryl Davis et Charlie White, pour les Jeux olympiques de l'année prochaine. Ils m'ont très gentiment demandé de le faire, comment aurais-je pu refuser ? C'est un honneur et ils sont incroyables. ».

### Dancing with the Stars
- Le 27 septembre 2007, lors du lancement de la cinquième édition, il a pour équipière l'actrice Jennie Garth. Elle a interprété pendant dix ans Kelly Taylor dans la série Beverly Hills 90210 et ses spin-off Melrose Place et 90210. Elle était mariée à l'acteur Peter Facinelli, ils ont annoncé leur divorce en mars 2012. L'aventure s'achève le 20 novembre 2007, soit à une semaine de la finale qui sacrera Hélio Castroneves, et neuf semaines de compétition.
- Le 17 mars 2008, c'est avec l'actrice Shannon Elizabeth qu'il concourt. Elle a notamment joué dans American Pie et dans Scary Movie. Après huit semaines de jeu, le public élimine le couple le 29 avril 2008, soit à trois semaines de la finale qui sacrera Kristi Yamaguchi.
- Le 22 septembre 2008, lors de la saison 7, c'est avec l'animatrice Brooke Burke qu'il dansera. Elle est également connue pour avoir posé nue pour Playboy et est la compagne de David Charvet. Lors de la finale, le 25 novembre 2008, ils remportent la compétition pour la première fois.
- Le 9 mars 2009, commence la huitième édition, dont il partagera la compétition avec la rappeuse Lil' Kim. Elle a reçu un Grammy Award et a fait partie du jury pour trouver la nouvelle Pussycat Dolls. À deux semaines de la fin du jeu, le 5 mai 2009, ils sont éliminés. Ce sera Shawn Johnson qui remportera le jeu au côté de Mark Ballas.
- Le 21 septembre 2009, c'est avec le mannequin Joanna Krupa qu'il va devoir danser, lors de la neuvième saison. Elle est actrice et a également participé à un jeu de chant sur la chaîne ABC avec comme autre concurrent David Charvet. Tout comme avec Jennie, ils sont éliminés à une semaine de la finale, le 17 novembre 2009.
- Le 22 mars 2010, la dixième édition commence avec la chanteuse Nicole Scherzinger. Elle est la chanteuse principale des Pussycat Dolls et la petite amie de Lewis Hamilton. Moins de deux ans après sa première victoire, ils remportent l'aventure pour la deuxième fois.
- Le 20 septembre 2010, lors du lancement de la onzième édition, il a pour équipière l'actrice Jennifer Grey. Elle est connue pour avoir joué dans Dirty Dancing et avoir eu une nomination au Golden Globe. Seulement cinq mois après sa deuxième victoire, il remporte le trophée avec Jennifer. Il a donc trois victoires (dont deux consécutives) à son actif.
- Le 19 septembre 2011, il revient dans l'émission, pour la treizième édition, avec l'actrice et animatrice de télévision Ricki Lake.
- Le 19 mars 2012, il a pour partenaire l'animatrice, actrice, chanteuse, danseuse et mannequin Maria Menounos, lors de la quatorzième édition.
- Le 24 septembre 2012, pour la saison 15 all-star, sa partenaire est la gagnante de la saison 8, Shawn Johnson. Le 27 novembre ils atteignent la finale et se classent deuxièmes, derrière Melissa Rycroft (finaliste de la saison 8).
- Le 18 mars 2013, sa partenaire pour la seizième édition est la chanteuse country Kellie Pickler. Le 21 mars 2013, ils remportent la compétition. C'est donc la quatrième fois qu'il gagne, après les saisons 7, 10 et 11.
- Le 26 novembre 2013, pour la dix-septième édition, sa partenaire est Amber Riley, qui est reconnu pour son rôle de Mercedes Jones dans la série dramatique Glee. Le 26 novembre 2013 il remporte une nouvelle fois Dancing with the Stars avec sa partenaire. C'est la deuxième fois qu'il remporte une saison deux fois d'affilée (Pickler et Riley), après l'année 2010 avec Scherzinger et Grey. C'est son 5e sacre dans cette émission (saison 7, 10, 11, 16 et 17).
- Du 17 mars au 20 mai 2014 il est en compétition avec Amy Purdy. Ils arriveront à la seconde place lors de la finale, derrière Meryl Davis.
- Pour cette nouvelle saison, sa sœur, Julianne Hough devient la 4e jurée officielle. Il a pour partenaire la personnalité de YouTube Bethany Mota. L'émission débute le 15 septembre 2014. Ils seront éliminés aux portes de la finale, le 24 novembre 2014. C'est Alfonso Ribeiro qui remporte cette saison.
- Le 16 mars 2015, lors de la saison 20 qui marque les 10 ans de l'émission, il a pour partenaire la gymnaste championne olympique Nastia Liukin. Son cousin, Riker Lynch, membre du groupe R5 fait également partie des candidats cette saison.
- Lors de la 21e saison de Dancing with the Stars, il a pour partenaire l'actrice australienne Bindi Irwin. Le 24 novembre 2015, ils remportent la compétition. C'est son 6e sacre dans cette émission (saison 7, 10, 11, 16, 17 et 21).
- Pour la 23e saison il a pour partenaire l'actrice et écrivaine ayant participé à Celebrity Apprentice, Marilu Henner.

| Saison | Partenaire         | Occupation                                          | Place | Moyenne (sur 30) |
| ------ | ------------------ | --------------------------------------------------- | ----- | ---------------- |
| 5      | Jennie Garth       | Actrice (Beverly Hills 90210)                       | 4e    | 25.7             |
| 6      | Shannon Elizabeth  | Actrice (American Pie)                              | 6e    | 24.5             |
| 7      | Brooke Burke       | Animatrice de télévision                            | 1er   | 27.1             |
| 8      | Lil' Kim           | Rappeuse                                            | 5e    | 25.8             |
| 9      | Joanna Krupa       | Mannequin                                           | 4e    | 25.5             |
| 10     | Nicole Scherzinger | Chanteuse (Pussycat Dolls)                          | 1er   | 27.5             |
| 11     | Jennifer Grey      | Actrice (Dirty Dancing)                             | 1er   | 27.2             |
| 13     | Ricki Lake         | Animatrice de télévision et actrice                 | 3e    | 26.7             |
| 14     | Maria Menounos     | Actrice, journaliste et présentatrice de télévision | 5e    | 26.8             |
| 15     | Shawn Johnson      | Gymnaste professionnelle                            | 2e    | 27.9             |
| 16     | Kellie Pickler     | Chanteuse ayant participé à American Idol 5         | 1er   | 27.3             |
| 17     | Amber Riley        | Actrice notamment dans Glee                         | 1er   | 27.8             |
| 18     | Amy Purdy          | Snowboarder paralympique et actrice                 | 2e    | 27.9             |
| 19     | Bethany Mota       | Personnalité de YouTube                             | 4e    | 27.22            |
| 20     | Nastia Liukin      | Championne Olympique de gymnastique                 | 4e    | 27.45            |
| 21     | Bindi Irwin        | Actrice australienne                                | 1er   | 27.9             |
| 23     | Marilu Henner      | Actrice et écrivaine                                | 6e    | 23.8             |

- Note: lors des saisons 19 et le jury est composé de 4 personnalités. Les moyennes sont donc ajustés sur 30 points.

### La comédie
En 2011, Derek Hough ne participe pas à la 12e saison de Dancing With the Stars pour tourner en tant que rôle principal dans Make Your Move 3D (en) (réalisé par Duane Adler (en), scénariste de Save the Last Dance et Sexy Dance) aux côtés de BoA, star de K-Pop. Le film est sorti le 17 octobre 2013 à Hong Kong, et le 24 juillet 2013 en Belgique, et en France le 1er avril 2015. Il est annoncé pour le printemps 2014 aux États-Unis. En 2014, il devient acteur récurrent dans la série télévisée américaine Nashville (saison 3 : épisodes 3, 5 et 6) créée par Callie Khouri.

## Vie privée
Derek a été en couple avec l'actrice britannique India de Beaufort, de 2000 à 2008,. En avril 2008, Derek se sépare d'India pour se mettre avec l'actrice Shannon Elizabeth, qu'il a fréquentée jusqu'à août 2009,.
En juin 2013, Derek a révélé qu'il a été en couple avec la chanteuse britannique Cheryl Cole de mai 2010 à mai 2011,,.
D'août à octobre 2013, Derek a été en couple avec Nina Dobrev.
Derek Hough et Hayley Erbert se sont mariés le 26 août 2023, après huit ans de vie commune.

## Filmographie

### Cinéma
- 2001 : Harry Potter à l'école des sorciers (Harry Potter and the Philosopher's Stone) de Chris Columbus : Un étudiant
- 2012 : Rock Forever (Rock of Ages) de Adam Shankman : Un danseur
- 2013 : Make Your Move : Un pas vers toi (Make Your Move) de Duane Adler : Donny

### Télévision
- 2007-2016 : Dancing with the Stars : lui-même (partenaire professionnel)
- 2011 : Better with You (série TV) : Philip (1 épisode)
- 2014-2016 : Nashville (série TV) : Noah West (Récurrent)
- 2016 : Jane the Virgin (série TV) : un danseur de salsa (1 épisode)
- 2016 : Hairspray Live! (téléfilm) : Corny Collins
- depuis 2017 : World of dance (série TV / Compétition) : lui-même (Juge)
- 2018 : Running Wild with Bear Grylls : lui-même (participant invité)
- 2020 : the disney family singalong : lui-même (dance sur Be Our Guest (chanson))